# Wallerfing
Wallerfing est une commune de Bavière (Allemagne), située dans l'arrondissement de Deggendorf, dans le district de Basse-Bavière.

## Personnalités
- Josef Hölzl (1901-1975), juriste et haut fonctionnaire ministériel allemand, né à Neusling, lieu-dit de Wallerfing.